# Maid in Heaven
Maid in Heaven é uma telenovela filipina produzida e exibida pela ABS-CBN, cuja transmissão ocorreu em 2004.